# Гіперболічний простір

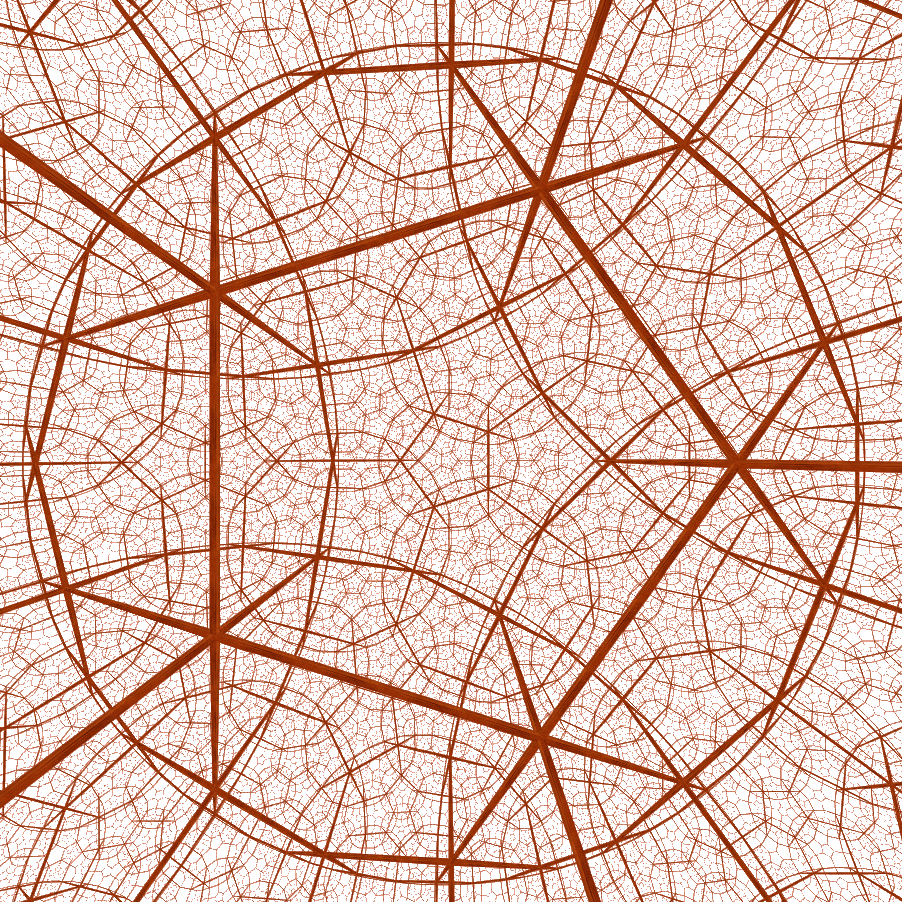
Перспективна проєкція додекаедричного заповнення. Чотири додекаедри дотикаються в кожному ребрі, а вісім дотикаються в кожній вершині, подібно кубам у кубічному заповненні E^{3}

Гіперболічний простір, — це простір із постійною негативною кривиною. Двовимірним гіперболічним простором є гіперболічна площина.
Його також іноді називають простором Бояї–Лобачевського або простором Лобачевського за прізвищами авторів, які першими опублікували роботи на тему гіперболічної геометрії.
Від'ємна кривина відрізняє гіперболічний простір від евклідового простору з нульовою кривиною, описуваного евклідовою геометрією, і від сфери — простору з постійною додатною кривиною, описуваного геометрією Рімана.
n-вимірний гіперболічний простір зазвичай позначають {\displaystyle \mathbb {H} ^{n}} або {\displaystyle {\text{Л}}^{n}}.

## Визначення
n-вимірним гіперболічним простором називають однозв'язний n-вимірний ріманів многовид із постійною від'ємною секційною кривиною.

## Моделі гіперболічного простору
Гіперболічний простір є геометричним простором, аналогічним евклідовому простору, але в ньому аксіома паралельності Евкліда не виконується. Замість цього аксіома паралельності замінюється такою альтернативною аксіомою (в просторі розмірності два):
- Якщо дано якусь пряму L і точку P, що не лежить на прямій L, то існує щонайменше дві різні прямі, що проходять через P, які не перетинають L.

Звідси випливає теорема, що існує нескінченно багато таких прямих, які проходять через P. Аксіома не визначає однозначно гіперболічну площину з точністю до руху, оскільки потрібно задати постійну кривину K < 0. Однак аксіома визначає площину з точністю до гомотетії, тобто з точністю до перетворень, які без повороту змінюють відстані на деякий постійний множник. Якщо можна вибрати відповідний масштаб довжини, то можна припустити без втрати загальності, що K = −1.
Можна побудувати моделі гіперболічних просторів, які можна вкласти в плоскі (тобто евклідові) простори. Зокрема, з існування моделі гіперболічного простору в евклідовому випливає, що аксіома паралельності логічно незалежна від інших аксіом евклідової геометрії.
Існує кілька важливих моделей гіперболічного простору — модель Кляйна, гіперболоїдна модель, модель Пуанкаре в кулі і модель Пуанкаре у верхній півплощині. Всі ці моделі мають одну і ту ж геометрію в тому сенсі, що будь-які дві з них пов'язані перетворенням, яке зберігає всі геометричні властивості описуваного ними гіперболічного простору.

### Гіперболоїдна модель
Гіперболоїдна модель реалізує гіперболічний простір як гіперболоїд у {\displaystyle \mathbb {R} ^{n+1}=\{(x_{0},\dots ,x_{n})|x_{i}\in \mathbb {R} ,i=0,1,...,n\}}. Гіперболоїд є геометричним місцем {\displaystyle \mathbb {H} ^{n}} точок, координати яких задовольняють рівнянню
{\displaystyle x_{0}^{2}-x_{1}^{2}-\cdots -x_{n}^{2}=1,\quad x_{0}>0.}
У цій моделі пряма (тобто, по суті, геодезична) — це крива, утворена перетином {\displaystyle \mathbb {H} ^{n}} з площиною, що проходить через початок координат у {\displaystyle \mathbb {R} ^{n+1}}.
Гіперболоїдна модель тісно пов'язана з геометрією простору Мінковського. Квадратична форма
{\displaystyle Q(x)=x_{0}^{2}-x_{1}^{2}-x_{2}^{2}-\cdots -x_{n}^{2},}
яка визначає гіперболоїд, дозволяє задати відповідну білінійну форму
{\displaystyle B(x,y)=(Q(x+y)-Q(x)-Q(y))/2=x_{0}y_{0}-x_{1}y_{1}-\cdots -x_{n}y_{n}.}
Простір {\displaystyle \mathbb {R} ^{n+1}}, забезпечений білінійною формою B, є (n+1)-вимірним простором Мінковського {\displaystyle \mathbb {R} ^{n,1}}.
Можна задати «відстань» на гіперболоїдній моделі, визначивши відстань між двома точками x і y на {\displaystyle \mathbb {H} ^{n}} як
{\displaystyle d(x,y)=\operatorname {arch} B(x,y).}
Ця функція є метрикою, оскільки для неї виконуються аксіоми метричного простору. Вона зберігається під дією ортохронної групи Лоренца O+(n,1) на {\displaystyle \mathbb {R} ^{n,1}}. Отже, ортохронна група Лоренца діє на {\displaystyle \mathbb {H} ^{n}} як група автоморфізмів, що зберігають відстань, тобто рухів.

### Модель Кляйна
Альтернативною моделлю гіперболічній геометрії є певна область у проєктивному просторі. Квадратична форма Мінковського Q визначає підмножину {\displaystyle U^{n}\subset \mathbb {R} \mathbf {P} ^{n}}, задану як множина точок, для яких {\displaystyle Q(x)>0} в однорідних координатах x. Область {\displaystyle U^{n}} є моделлю Кляйна гіперболічного простору.
Прямими в цій моделі є відкриті відрізки об'ємного проєктивного простору, які лежать в {\displaystyle U^{n}}. Відстань між двома точками x і y в {\displaystyle U^{n}} визначається як
{\displaystyle d(x,y)=\operatorname {arch} \left({\frac {B(x,y)}{\sqrt {Q(x)Q(y)}}}\right).}
Ця відстань цілком визначена на проєктивному просторі, оскільки число {\displaystyle {\tfrac {B(x,y)}{\sqrt {Q(x)Q(y)}}}} не змінюється при зміні всіх координат на один і той самий множник (з точністю до якого й визначено однорідні координати).
Ця модель пов'язана з гіперболоїдною моделлю так. Кожна точка {\displaystyle x\in U^{n}} відповідає прямій {\displaystyle L_{x}} через початок координат в {\displaystyle \mathbb {R} ^{n+1}} за визначенням проєктивного простору. Ця пряма перетинає гіперболоїд {\displaystyle \mathbb {H} ^{n}} в єдиній точці. І навпаки: через будь-яку точку на {\displaystyle \mathbb {H} ^{n}} проходить єдина пряма, що проходить через початок координат (що є точкою в проективному просторі). Ця відповідність визначає бієкцію між {\displaystyle U^{n}} і {\displaystyle \mathbb {H} ^{n}}. Це ізометрія, оскільки обчислення d(x,y) уздовж {\displaystyle Q(x)=Q(y)=1} відтворює визначення відстані в гіперболоїдній моделі.

### Модель Пуанкаре в кулі
Є дві тісно пов'язані моделі гіперболічної геометрії в евклідовій: модель Пуанкаре в кулі і модель Пуанкаре у верхній півплощині.
Модель кулі виникає зі стереографічної проєкції гіперболоїда в {\displaystyle \mathbb {R} ^{n+1}} у гіперплощину {\displaystyle \{x_{0}=0\}}. Детальніше: нехай S буде точкою в {\displaystyle \mathbb {R} ^{n,1}} з координатами (-1,0,0,…,0) — південним полюсом для стереографічної проєкції. Для кожної точки P на гіперболоїді {\displaystyle \mathbb {H} ^{n}} нехай P∗ буде єдиною точкою перетинів прямої SP із площиною {\displaystyle \{x_{0}=0\}}.
Це встановлює бієктивне відображення {\displaystyle \mathbb {H} ^{n}} в одиничну кулю
{\displaystyle B^{n}=\{(x_{1},\ldots ,x_{n})\mid x_{1}^{2}+\cdots +x_{n}^{2}<1\}}
в площині {x0 = 0}.
Геодезичні в цій моделі є півколами, перпендикулярними до межі сфери {\displaystyle B^{n}}. Ізометрії кулі утворюються сферичними інверсіями відносно гіперсфер, перпендикулярних межі.

### Модель Пуанкаре у верхній півплощині
Модель верхньої півплощини виходить з моделі Пуанкаре в кулі при застосуванні інверсія з центром на межі моделі Пуанкаре {\displaystyle B^{n}} (див. вище) і радіусом, рівним подвоєному радіусу моделі.
Це перетворення відображає кола в кола і прямі (в останньому випадку — якщо коло проходить через центр інверсії) — і, більш того, це конформне відображення. Отже, в моделі верхньої півплощини геодезичними є прямі і (пів)кола, перпендикулярні до межі гіперплощини.

## Гіперболічні многовиди
Будь-який повний, зв'язний, однозв'язний многовид сталої від'ємної кривини −1 ізометричний гіперболічному простору {\displaystyle \mathbb {H} ^{n}}. Як наслідок, універсальним накриттям будь-якого замкнутого многовиду M сталої від'ємної кривини −1, тобто гіперболічного многовиду, є {\displaystyle \mathbb {H} ^{n}}. Тоді будь-який такий многовид M можна записати як {\displaystyle \mathbb {H} ^{n}/\Gamma }, де {\displaystyle \Gamma } є дискретною групою ізометрій без крутіння на {\displaystyle \mathbb {H} ^{n}}. Тобто {\displaystyle \Gamma } є ґраткою в SO+(n,1).

### Ріманові поверхні
Двовимірні гіперболічні поверхні можна також розуміти як ріманові поверхні. Згідно з теоремою про уніформізацію будь-яка ріманова поверхня є еліптичною, параболічною або гіперболічною. Більшість гіперболічних поверхонь мають нетривіальну фундаментальну групу {\displaystyle \pi _{1}=\Gamma }. Групи, які виникають таким чином, називаються фуксовими. Фактор-простір {\displaystyle \mathbb {H} ^{2}/\Gamma } верхньої півплощини у фундаментальній групі називають фуксовою моделлю гіперболічної поверхні. Верхня півплощина Пуанкаре також гіперболічна, але однозв'язна і не компактна. Тому вона є універсальним накриттям інших гіперболічних поверхонь.
Аналогічною побудовою Для тривимірних гіперболічних поверхонь є модель Кляйна.